# Sportjohan
Sportjohan i Olsfors var ett postorderföretag som tillverkade och sålde idrottskläder.
Sportjohan grundades av Bernt Johansson i Borås 1959 som Föreningarnas inköpscentral. Idén med att sälja idrottskläder väcktes hos Bernt Johansson redan i tonåren. Den förverkligades hemma i föräldrarnas lilla stickerifabrik i Olsfors, och ändrade namn till  Sportjohan och etablerades 1963 i Olsfors, Bollebygd där tillväxten tog fart. Som mest handlade sex av tio svenska föreningar från Sportjohan.
Katalogen trycktes i 200 000 exemplar. Bland annat Tre Kronor, Bandylandslaget och hockeyns elitserie beställde matchdräkter från Olsfors och tio av tolv Allsvenska fotbollslag spelade med matchtröjor från Sportjohan. Sportjohan hade samtidigt stora framgångar som tillverkare av sportkläder till idrottsföreningar, små som stora, och företag runt om i Sverige.
Under senare år drabbades företaget av ekonomiska problem med flera icke kompetenta ägare (Sportus, Sportmann, & Sportex) som ledde till den slutliga konkursen i februari 2002. Ett av de sista elitlagen som hade matchkläder från Sportjohan var Örgryte IS 2001. 
Det finns idag ett företag som använder varumärket Sportjohan. Den ursprungliga varumärkesrättigheten köptes upp av ett företag i Jönköping 2007. Konkurs för det företaget är nu inlämnat till tingsrätten i Jönköping.(november 2014) 
En före detta anställd registrerade dock domännamnet sportjohan.se efter konkursen, och det andra bolaget driver därför nu domänen sportjohan.com.